# ヘキサ (プライズゲーム機)
ヘキサは、大平技研工業が開発・製造し、ユウビスがかつて販売していたプライズゲーム機。ジャンボツインシリーズの後継である。

## 遊び方
遊び方はシリーズ共通で、ターンテーブルの上にのせられた景品を、アームをボタン操作で動かすことによって落とし取る構造になっている。
1. お金を入れ、スタートボタンを押すと、アームがターンテーブル上を中心から外へスライドするように動く。
2. アームが景品（専用のカップに入れられている）をターンテーブル外周の取り出し口に落とすことができると、景品が獲得できる。

## 機種

### ジャンボヘキサ
1992年4月発売。ヘキサシリーズの第1弾。当時のチラシには「通称『集金マシーン』」とのあおり文句が載せられていた。

### ゴールデンヘキサ
1993年8月発売。筐体を一新し、前作よりコンパクトな作りとした。キャッチフレーズは「まさに王者の風格・王者のインカム！」その名に違わず、1997年には、月刊コインジャーナルの「ロングランマシン賞プライズ/カーニバル部門」を受賞している

### ヘキサプレジデント
1995年6月発売。筐体が小変更され、筐体上部の形状がドーム状に変わっている。「王者の極み」「キングヘキサ」と称されている。当初は外装がピンクのものが発売され、後にver.2としてブルーの筐体が発売された。
大平技研工業が発売していたバージョンはBGMが変更されている。

### ヘキサ800
1999年4月発売。1998年の風適法解釈基準変更により、景品価格の上限が800円に引き上げられたことへの対応として、大型景品も扱えるように全体がサイズアップしている。

### ミラクルスイング
ヘキサの1人用バージョンである。バリエーションはピンク、ブルー、ブラックライト。登場時期不明。